# Adenocarpus complicatus
Espèce
Classification APG III (2009)
Adenocarpus complicatus, l'Adénocarpe ou Adénocarpe décortiqué ou encore Adénocarpe à feuilles pliées, est une espèce de plantes à fleurs de la famille des Fabaceae. C'est un arbuste trouvé en Europe, en Afrique du Nord et en Macaronésie et au Moyen Orient.

## Statut de protection
En France, cette espèce est protégée en Bretagne, en Aquitaine, en Franche-Comté et dans le Pays de la Loire.

## Sous-espèces
- Adenocarpus complicatus bracteatus
- Adenocarpus complicatus complicatus
- Adenocarpus complicatus nainii

## Rôle écologique
Cette espèce est une des plantes-hôtes de deux espèces de Scolytinae : Hylastinus obscurus et Phloeotribus rhododactylus.